# Ражик Віктор Андрійович
Ві́ктор Андрі́йович Ра́жик — полковник МВС України, заступник начальника управління Головного управління Національної гвардії України.

## Нагороди
За особисту мужність і героїзм, виявлені у захисті державного суверенітету та територіальної цілісності України, вірність військовій присязі під час бойових дій та при виконанні службових обов'язків, відзначений —
- 13 серпня 2015 року —

нагороджений орденом Богдана Хмельницького III ступеня.